# PR-553
A Rodovia PR-553 é uma estrada pertencente ao governo do Paraná que liga a rodovia BR-487 à cidade de Mamborê, passando pela cidade de Luiziana.

## Denominações
- Rodovia Floriano da Rocha Walter, no trecho entre a BR-487 e Luiziana, de acordo com a Lei Estadual 10.708 de 28/01/1994.[1]
- Rodovia Julmi Canever, no trecho entre Luiziana e Mamborê, de acordo com a Lei Estadual 11.441 de 20/06/1996.[2]

## Trechos da Rodovia
A rodovia possui uma extensão total de aproximadamente 39,4 km, podendo ser dividida em 3 trechos, conforme listados a seguir:
| Ponto de referência                             | Extensão do trecho | Extensão acumulada | Situação        |
| ----------------------------------------------- | ------------------ | ------------------ | --------------- |
| Entroncamento BR-487                            | ---                | 0 km               | ---             |
| Luiziana                                        | 4,6 km             | 4,6 km             | Pavimentado     |
| Entroncamento BR-158 (Localidade de Cava Funda) | 19,8 km            | 24,4 km            | Não pavimentado |
| Mamborê (Entroncamento PR-471)                  | 15,0 km            | 39,4 km            | Não pavimentado |

Extensão pavimentada: 4,6 km (11,68%)
Extensão duplicada: 0,0 km (0,00%)